# Historia desde abajo

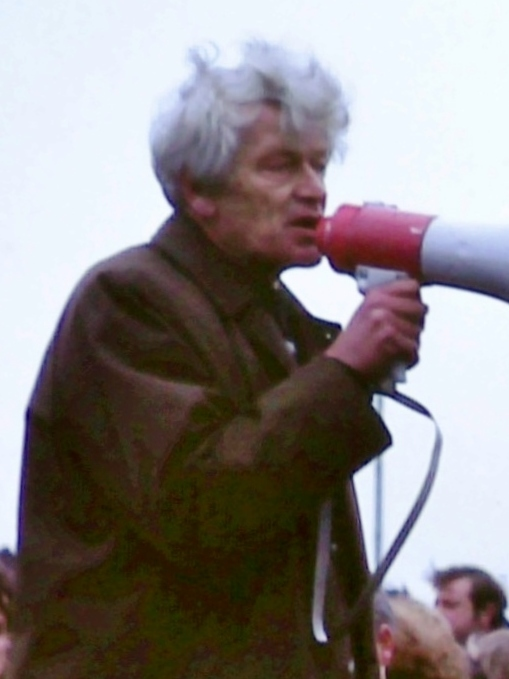
E P Thompson se dirige a una manifestación contra las armas nucleares, Oxford, Inglaterra, 1980.

Historia desde abajo (History from below) es un concepto de narración histórica en la Historia social que se enfoca en la perspectiva de la gente ordinaria, en vez de la de los líderes políticos y de otra condición. El término fue propuesto por el historiador francés Georges Lefebvre (1874–1959) y fue desarrollado y popularizado por historiadores marxistas británicos dentro del colectivo conocido como Grupo de historiadores del Partido Comunista de Gran Bretaña durante los años 1960. Éste incluyó a historiadores como Christopher Hill, Eric Hobsbawm, Raphael Samuel, R. Hilton y E.P. Thompson. Esta escuela histórica se preocupó por acercarse a los campesinos y a gente de clase trabajadora, motivados especialmente por el enfoque de clase propio del marxismo. En las décadas siguientes la historia desde abajo fue generando nuevos enfoques y paradigmas, caso por ejemplo de la Microhistoria.

## Significado del concepto
La historia desde abajo es un tipo diferenciado de Historia que busca abrir nuevas áreas de investigación, espacios donde se privilegian las experiencias de actores desconocidos. Indaga la historia desde el punto de vista de los individuos socialmente no reconocidos, pero que tienen una visión muy diferente de los acontecimientos de los que han formado parte. Comúnmente se emplea la metáfora, "Historia desde el soldado raso", situación que refleja cómo se trabaja desde la posición de aquellos que se encuentran en la base de la pirámide jerárquica. 
Este tipo de Historia cubre los puntos de vista y los hechos de personas que fueron históricamente relegados de la llamada Historia oficial. Teniendo parte de su origen en los historiadores marxistas británicos como Eric Hobsbawm, Peter Burkman o Le Roy Ladurie cuyo principal foco de estudio eran los sectores trabajadores. La Historia desde abajo otorga identidad y visibiliza a los actores que, por su posición social, han sido confinados a la oscuridad, sin brindarles la importancia que amerita su participación como actores plenamente activos en la Historia.

## Objeto de estudio
Existe el error común de pensar la Historia desde abajo y su objeto de estudio con una visión de los historiadores marxistas; quienes restringen estrictamente este objeto de estudio a los obreros y "masas" que articulan una actividad política. Sino que; el objeto de estudio de la "Historia desde abajo" o de "la gente corriente" como diría Eric Hobsbawm, es el análisis referente a la vida de las clases no privilegiadas, en tanto permita conectarse con procesos históricos más amplios. Entre las personas que componen estas clases no privilegiadas se encuentran: los campesinos, las mujeres, los niños, indigentes u obreros, quienes han sido invisibilizados por la historia oficial.
Es necesario aclarar que el objeto de estudio de la Historia Social es muy amplio y puede abarcar muchas posibilidades de estudio donde cada vez aparezcan nuevas interpretaciones o trabajos históricos.

## Objetivos
Los objetivos de la historia desde abajo se pueden sintetizar en dos principales: el primero es generar sentimientos de identidad a quienes leen y escriben historia.  El segundo, comprender que el individuo es un ser transformado por la historia, pero también transformador.
Los sentimientos de identidad entre individuo-historia permiten mayor interés por las personas que no forman parte de la clase dirigente, ya que se empieza a hablar de colectividades, Historia económica, Historia Social, enfoques en que ya no importa los nombres de los considerados grandes personajes, proporcionando participación en la Historia por parte de gente que no pertenece a la élite gobernante. O sea, la gente sencilla también importa.
Esto conlleva al segundo objetivo principal, el cual se trata de individuo transformado pero también transformador. Aunque son contextos determinados por una estructura en los cuales nacen las personas, las acciones de estas modifican o cambian el rumbo de esos lineamientos. La Historia desde abajo permite comprender cómo esas personas transformaron su sociedad, incluso cuando no hacen algo y delegan funciones. Las personas transforman las sociedades.

## Problemas inherentes a la Historia desde abajo
La historia desde abajo implica una serie de problemáticas, en lo que a su desarrollo se refiere. En primer lugar la disponibilidad y fiabilidad de las fuentes a las que recurre, debido a que en ocasiones con el paso del tiempo se tornan escasas y responden a los intereses por las que fueron creadas. Por ejemplo, siendo alteradas a conveniencia. Tal y como aduce Peter Burke  "Cuanto más atrás se remontan los historiadores en la reconstrucción de la experiencia de las clases bajas, tanto más se reducirá el ámbito de las fuentes disponibles".
En segundo lugar, existe la dificultad de conceptualizar quiénes son los actores o sujetos a investigar ¿Quiénes son los de abajo? y ¿Qué utilidad tiene su estudio?. Esto debido a la complejidad de definir en determinados contextos a los grupos subalternos. Esto se relaciona con la perspectiva que el historiador asuma, los propósitos y significados con los que aborde las temáticas.
Por otro lado en ocasiones la historia desde abajo se restringe a la historia "encerrada" a una época, a la historicidad local, sin enmarcarla en un contexto, perdiendo así sus objetivos. Finalmente, no hay una claridad metodológica que lleva a cuestionarse de si esta es otro tipo de historia o únicamente un enfoque más.

## Posibilidades de conocimiento
Un conocimiento que visibilice a clases subalternas, los convierta en protagonistas de la historia, constructores de su realidad. La historia desde abajo puede generar distintas visiones de la historia, lo cual puede aislarla o puede integrarla con los otros enfoques historigráficos para articular una historia más integradora.
La historia desde abajo permite construir identidades que desde la historiografía tradicional eran inexistentes, al darle voz a grupos invisibilizados. Este tipo de enfoque trae a colación la ambivalencia de los sujetos y los grupos sociales, porque puede intentar comprender a actores desde diversas perspectivas o espacios en los que se desempeña, como el ejemplo que nos muestra Sharpe sobre el duque de Wellington y William Wheeler,que son una misma persona, pero cumplen roles completamente distintos.

## Acerca de las fuentes
En cuanto al uso de fuentes, se destaca la historia oral.  La Historia desde abajo,  se enfoca en retomar las experiencias y la participación de las personas olvidadas por los convencionalismos.  Es vía oral como se va recabando esa información que es transmitida por sus protagonistas o por las generaciones que crecieron escuchando esas vivencias en forma de historias.
Sin embargo esta fuente, también cuenta con sus desventajas, debido a que la memoria puede fallar y lo que se recuerda, en ocasiones, es muy poco. También puede suceder que las experiencias jamás fueron transmitidas en forma de anécdota a generaciones más jóvenes y de esa forma mucho de la información valiosa ha quedado en el olvido, sin que el historiador pueda hacer nada por rescatarla.
Además de la historia oral, el historiador se ha servido de otro tipo de fuentes para hacer historia desde abajo. El uso de documentos oficiales y semioficiales, enriquecen un trabajo de este tipo. No obstante, quien hace historia, debe ser capaz de interpretar el grado de veracidad de documentos que consulta, tales como: actas, cartas, leyes, testamentos, registros, entre otros.
El investigador histórico, puede apelar a su creatividad para encontrar detalles de la historia, inmiscuidos donde menos se lo espera, es decir, en fuentes que no tienen la intención de reflejarlos. Por ejemplo: fotografías, censos, encuestas, literatura de la época, entre otros.

## Importancia del contexto
La historia desde abajo se sitúa como abordaje teórico, en un determinado contexto histórico, geográfico y político en donde es imprescindible ubicar los procesos sociales en una coyuntura que establezca los límites de dicho enfoque metodológico. Es una historia que abarca factores de lo local, lo “glocal” y lo global; buscando la contextualización del espectro histórico, sin presentarse como camino unidimensional, sino que abre las categorías de análisis a múltiples ejes temáticos. Considerando que según Burke, (2014) “la historia de la gente corriente no puede divorciarse de la consideración más amplia de la estructura y el poder social”,  por lo tanto, el alcance de una historia desde abajo se determina por el grado de relación con dimensiones más amplias, lo que permite formalizar explicaciones de carácter político, social, económico y cultural.

### La “Historia desde abajo” para Eric Hobsbawm
- Portal:Marxismo. Contenido relacionado con Marxismo.

- Datos: Q56315919